# Bharoli Kalan
Bharoli Kalan là một thị trấn thống kê (census town) của quận Gurdaspur thuộc bang Punjab, Ấn Độ.

## Nhân khẩu
Theo điều tra dân số năm 2001 của Ấn Độ, Bharoli Kalan có dân số 3369 người. Phái nam chiếm 52% tổng số dân và phái nữ chiếm 48%. Bharoli Kalan có tỷ lệ 66% biết đọc biết viết, cao hơn tỷ lệ trung bình toàn quốc là 59,5%: tỷ lệ cho phái nam là 73%, và tỷ lệ cho phái nữ là 59%. Tại Bharoli Kalan, 14% dân số nhỏ hơn 6 tuổi.